# Burr (Roman)

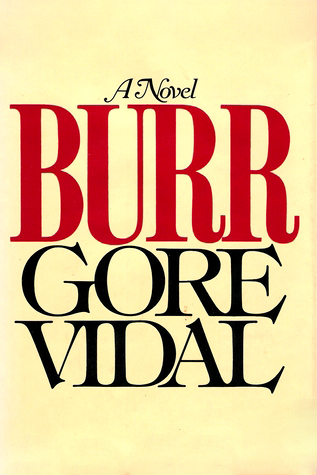
Buchcover der amerikanischen Erstausgabe von 1973

Burr ist ein 1973 erschienener historischer Roman von Gore Vidal. Er ist der erste Band der siebenteiligen Romanserie Narratives of Empire und hat die fiktiven Lebenserinnerungen von Aaron Burr zum Inhalt.

## Inhalt
Protagonist des zwischen 1833 und 1840 spielenden Romans ist Charles Schermerhorn Schuyler, der als Rechtsreferendar in der Anwaltskanzlei von Burr in New York City arbeitet. Die Zulassungsprüfung als Anwalt hinauszögernd, betätigt sich Schuyler als Reporter für eine Zeitung. Er protokolliert die von Burr diktierten Lebenserinnerungen, in denen unter anderem George Washington, Thomas Jefferson, Alexander Hamilton und James Madison porträtiert werden. Angespornt durch den Herausgeber der Zeitung, für die er arbeitet, versucht Schuyler in den Gesprächen mit Burr herauszufinden, ob das Gerücht stimmt, dass Martin van Buren sein unehelicher Sohn sei. Er wird dadurch in einen moralischen Konflikt geworfen, da er sich einerseits durch die Veröffentlichungen der Erinnerungen samt der Bestätigung des Gerüchtes finanziellen Gewinn erhofft, andererseits große Verehrung für Burr empfindet. Am Ende des Romans erfährt Schuyler, dass nicht nur van Buren, sondern auch er selbst ein unehelicher Sohn von Burr ist. Van Buren, der inzwischen zum Präsidenten gewählt wurde, verschafft ihm einen diplomatischen Dienstposten im Königreich beider Sizilien.

## Rezeption
Burr wurde in der New York Times Book Review von George Dangerfield stark kritisiert. Er warf ihm vor die Rollen eines Romanciers und eines Historikers zu vermengen, was am Ende dazu führe, als Erzähler zu langweilen und als Geschichtswissenschaftler zu betrügen. Erst das letzte, rein fiktive Kapitel, könne überzeugen aber den Roman insgesamt nicht retten. In der Zeitschrift New York wurde das Buch wohlwollender rezensiert. Eliot Fremont-Smith kritisiert zwar die Figur des alten Burr als uninteressant und kraftlos, seitdem sie im Duell Hamilton tötete. Dennoch mache der Roman die für jene Zeit typischen Ideen, Mutmaßungen und Obsessionen nachvollziehbar und stellte die eng verknüpften persönlichen und politischen Beziehungen der Generation der Gründerväter der Vereinigten Staaten bis zu Andrew Jackson überzeugend dar.

## Ausgaben
Die Erstausgabe des Romans erschien 1973 bei Random House und bildet chronologisch den ersten Teil der siebenbändigen Romanserie Narratives of Empire, obwohl sie nach dem Roman Washington D.C. (1967) veröffentlicht wurde. Die erste deutsche Übersetzung durch Günter Panske kam 1975 im C. Bertelsmann Verlag heraus.
- Burr. C. Bertelsmann Verlag, Gütersloh 1975, ISBN 978-3-5700-2308-2